# كارولين هارت
كارولين هارت (بالإنجليزية: Carolyn Hart)‏‏ (25 أغسطس 1936 في أوكلاهوما سيتي، أوكلاهوما - ) كاتِبة، وكاتبة للأطفال، وروائية من الولايات المتحدة.